# Strage degli innocenti (Bruegel)
La Strage degli innocenti è un dipinto olio su tavola (109,2x154,9 cm) di Pieter Bruegel il Vecchio, databile al 1564 circa e conservato nella Royal Collection presso il Castello di Windsor. Ne esiste una seconda versione (116x160 cm), da alcuni considerata di derivazione, nel Kunsthistorisches Museum di Vienna. Altre versioni sono note, tra cui una al Museo Brukenthal di Sibiu.

## Storia
Una Strage degli innocenti di Bruegel appartenne all'imperatore Rodolfo II, descritta da Karel van Mander nel 1604. Nell'inventario del 1621 era già registrato come "Saccheggio di villaggio", quindi le modifiche iconografiche della versione inglese, presumibilmente quella originale, dovevano essere già state messe in pratica. Erano state aggiunte delle fiamme che divampavano contro il cielo, rimosse nel restauro del 1941. In quell'occasione si decise anche di non rimuovere, invece, alcune alterazioni storicizzate.

## Descrizione e stile
Un villaggio fiammingo innevato fa da sfondo alla scena della strage degli innocenti, con l'irruzione di un gruppo di soldati che cerca e uccide i bambini, nello sgomento generale delle madri.
In passato la versione delle collezioni reali inglesi era stata considerata copia e quella viennese l'originale, finché Grossmann, basandosi su esami radiografici, non ribaltò questa convinzione, sostenendo che la prima presentasse brani di qualità migliore. La versione inglese è infatti appesantita da ritocchi probabilmente seicenteschi, con i quali si camuffò il tema trasformando i bambini uccisi per ordine di Erode, gli "innocenti", in sacchi o, per quanto riguarda il gruppo centrale, in oche. L'insieme si configurò quindi come un semplice saccheggio di un villaggio, piuttosto che come episodio biblico. La mano dell'artista si riconosce solo in alcuni brani non alterati, come nella parte dell'araldo a cavallo o nei volti tondeggianti di molte figure.
Un'altra differenza tra le due versioni riguarda il capo degli armati, al centro, che nella versione inglese ha il volto coperto dall'elmo, mentre in quella viennese mostra il viso barbuto ed è stato identificato con il Duca d'Alba, sanguinario invasore dei Paesi Bassi per conto della Spagna. Se tale identificazione fosse reale, il dipinto viennese sarebbe da posticipare al 1567, anno dell'invasione.

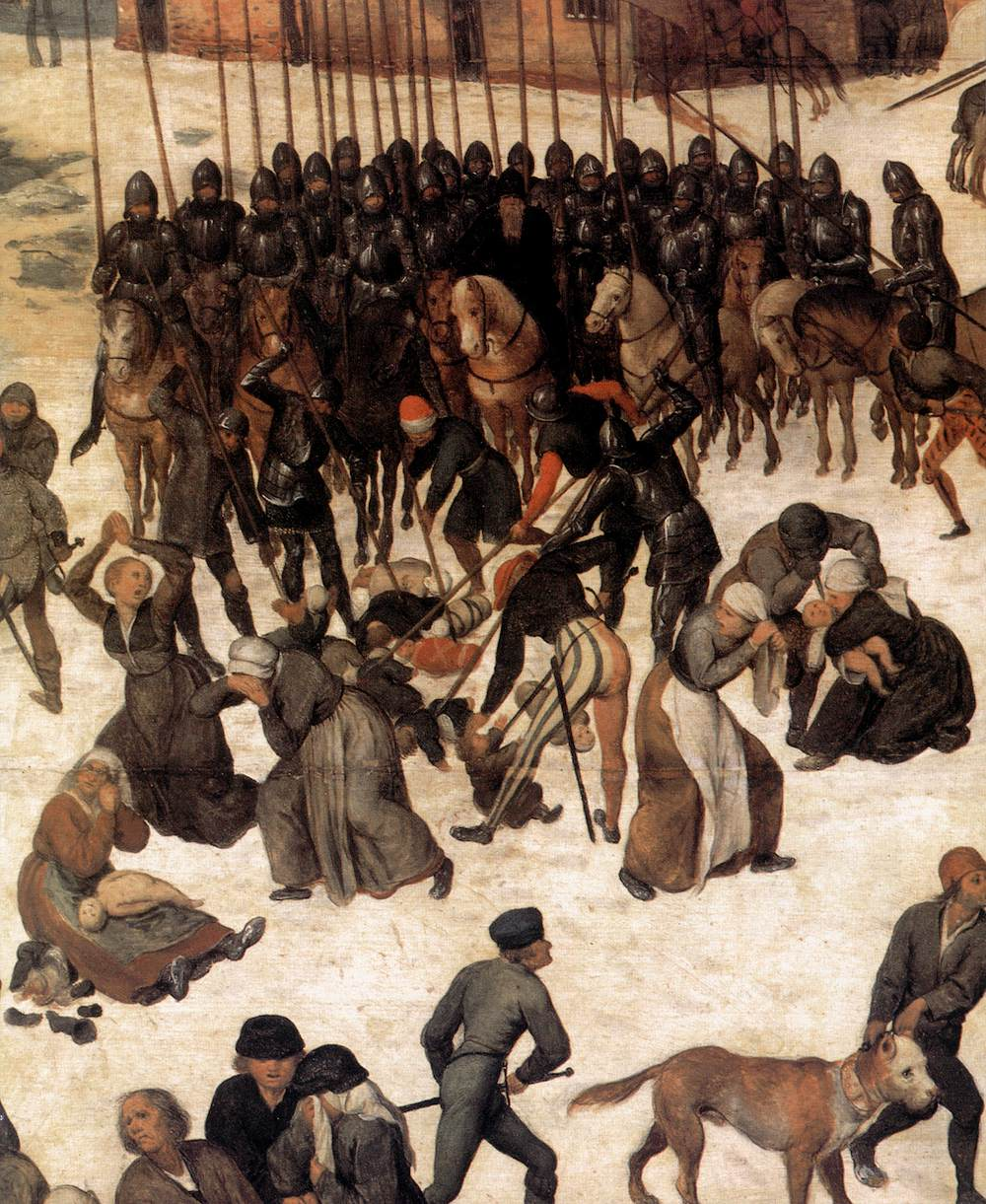
Dettaglio centrale della versione di Vienna